# Gare de la Luz
Pour les articles homonymes, voir Luz.
La gare de la Luz (en portugais Estação da Luz) est une gare ferroviaire située dans le quartier de la Luz à São Paulo, au Brésil. Elle est en correspondance avec la station Luz du métro de São Paulo.
Elle accueille en son sein le musée de la langue portugaise, inauguré en 2006, ce qui lui vaut parfois l'appellation de Estação Luz da Nossa Língua (Gare Lumière de Notre Langue).

## Histoire
(décembre 2020).

### Origines
La gare de Luz est mise en service le 16 février 1867, par le São Paulo Railway (SPR), lors de l'inauguration de la première ligne de chemin de fer de São Paulo reliant Santos et Jundiaí. Elle dispose d'un modeste bâtiment situé : « a casa dos passageiros, sita no alinhamento do prolongamento da rua Alegre ».
En 1888, le transit de passagers et le trafic des marchandises ont progressé et les installations d'origine, devenues insuffisantes, sont détruites pour créer un nouveau bâtiment plus grand situé entre les voies routières actuelles : « ruas Florêncio de Abreu e avenida Cásper Líbero ».

### Gare actuelle
La gare, bâtie entre 1895 et 1901, est destinée à l'origine à accueillir le siège social de la société nouvellement fondée de São Paulo Railway. Pendant les premières décennies du XXe siècle, elle est le principal point de transit de la ville, des voyageurs mais aussi des marchandises, notamment du café expédié vers le port de Santos et de nombreux biens de consommation importés en retour, en raison du faible niveau d'industrialisation de la ville. Cette situation confère donc en ces temps à la gare une importance toute particulière.
Elle occupe l'emplacement de l'ancienne gare de la Luz, inaugurée 16 février 1867. Cette gare « nouvelle » est choisie sur catalogue, comme simple réplique d'une gare de Melbourne, en Australie. On doit sa conception à l'architecte britannique Henry Driver et sa réalisation à la société Walter Macfarlane & Co. Saracen Foundry Glasgow en Écosse. Les matériaux servant à sa construction sont tous importés de Grande-Bretagne et simplement montés à São Paulo. 
Dans les 1940, la gare prend feu et, lors des travaux de reconstruction, un nouvel étage est ajouté. Les années qui suivent sont marquées par le ralentissement progressif du transport par chemin de fer, entraînant avec lui le déclin du quartier de la Luz. La gare se détériore alors peu à peu, avant que des travaux de restauration ne soient entrepris dans les années 1990, notamment sous la direction de l'architecte Paulo Mendes da Rocha.

Vues de la gare
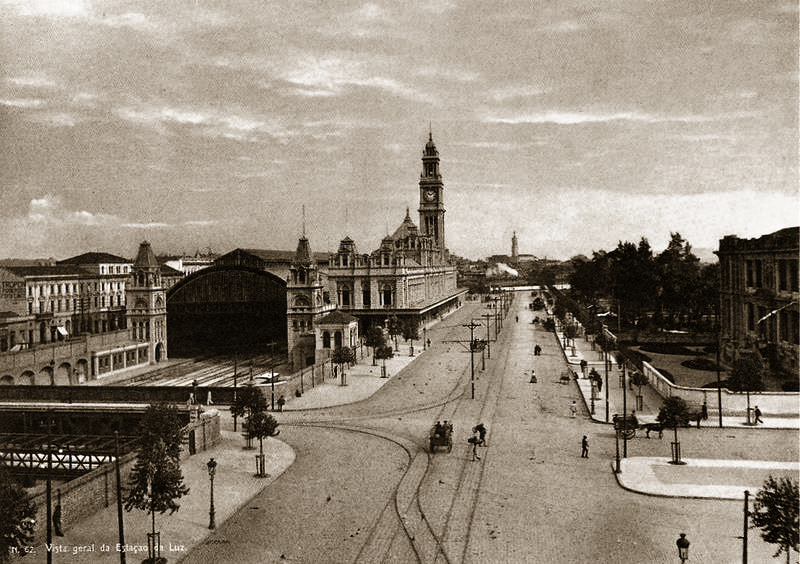
La gare vers 1900.
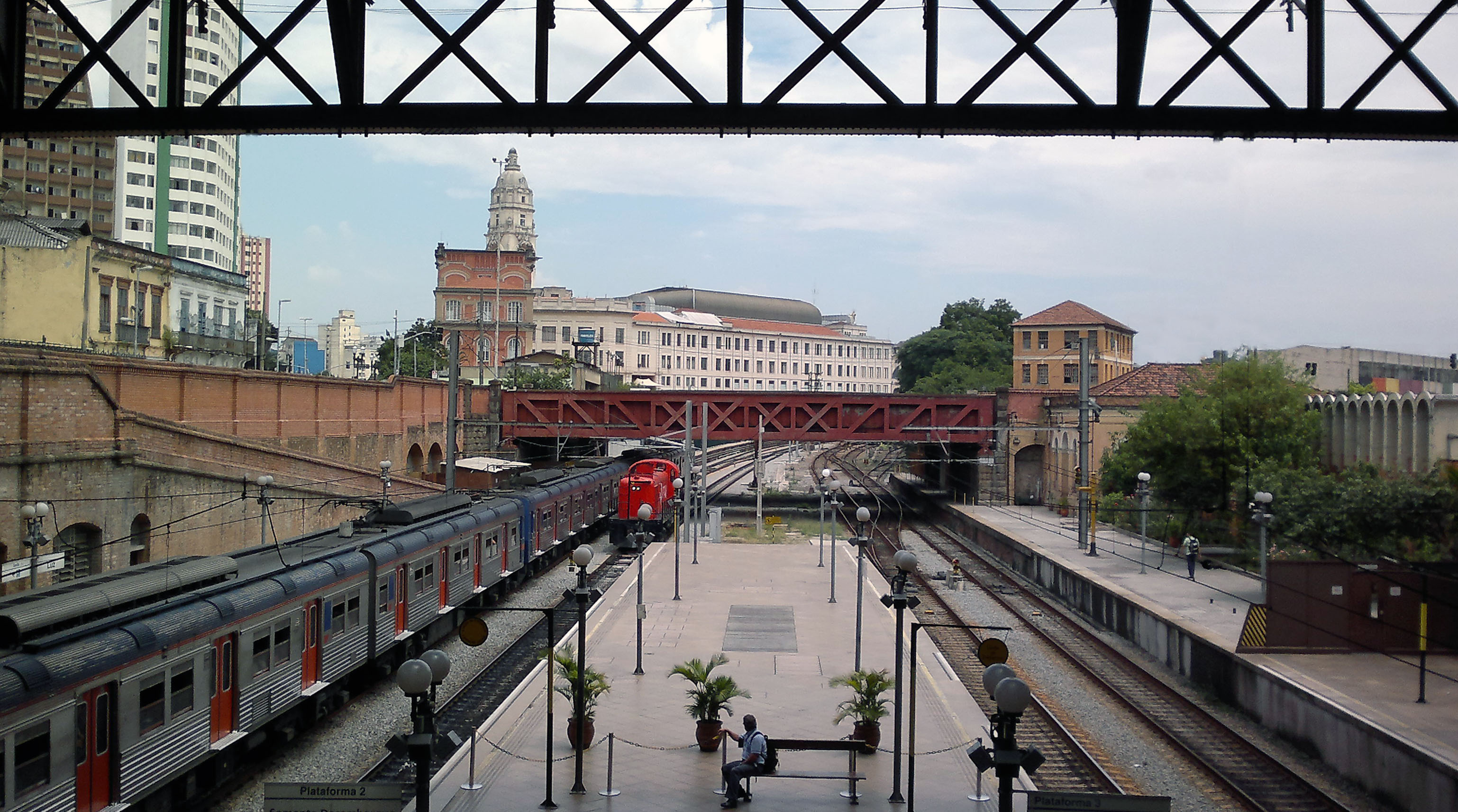
Gare de la Luz, Gare de la Pinacoteca.
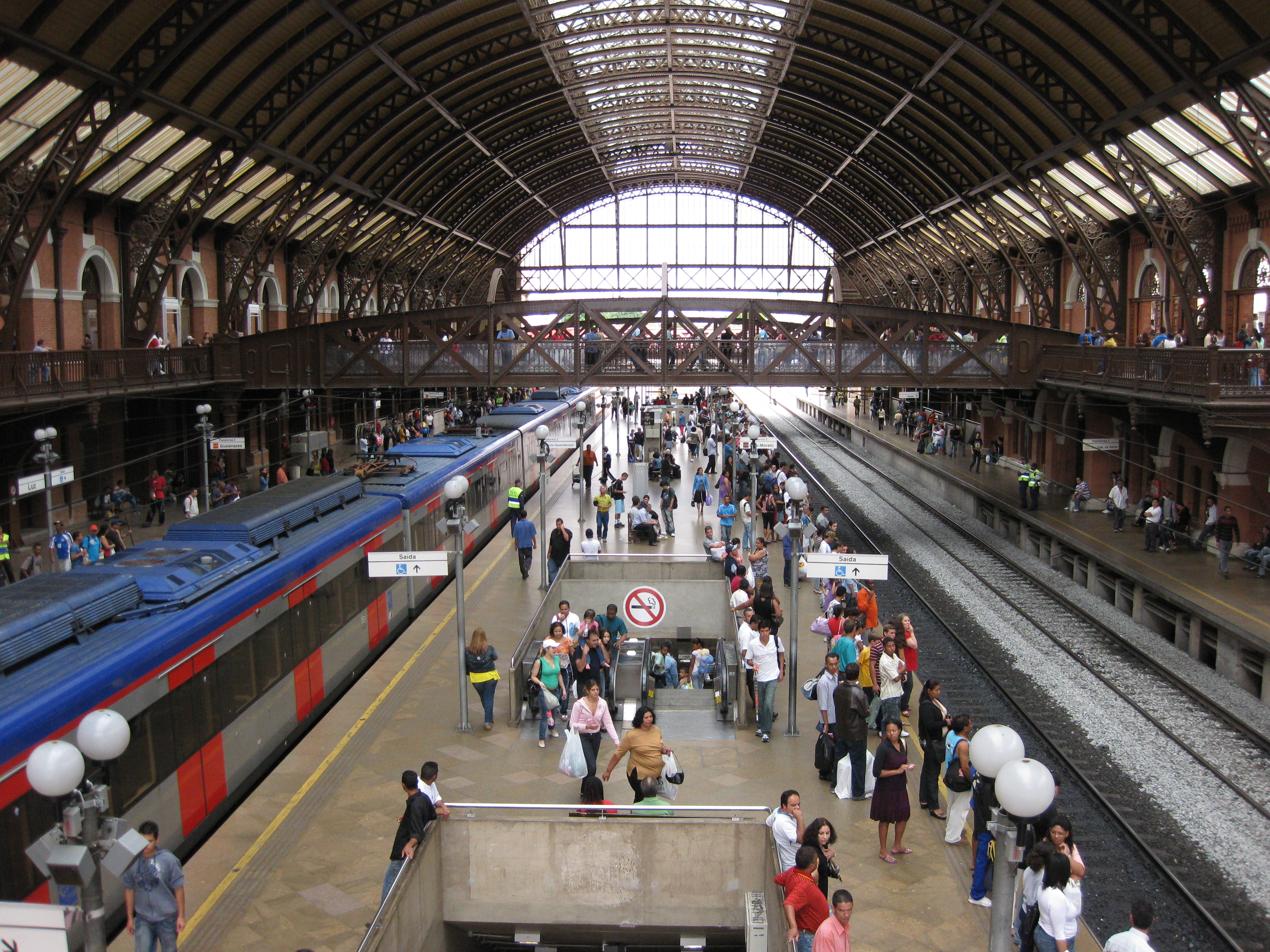
Vue sous la marquise.
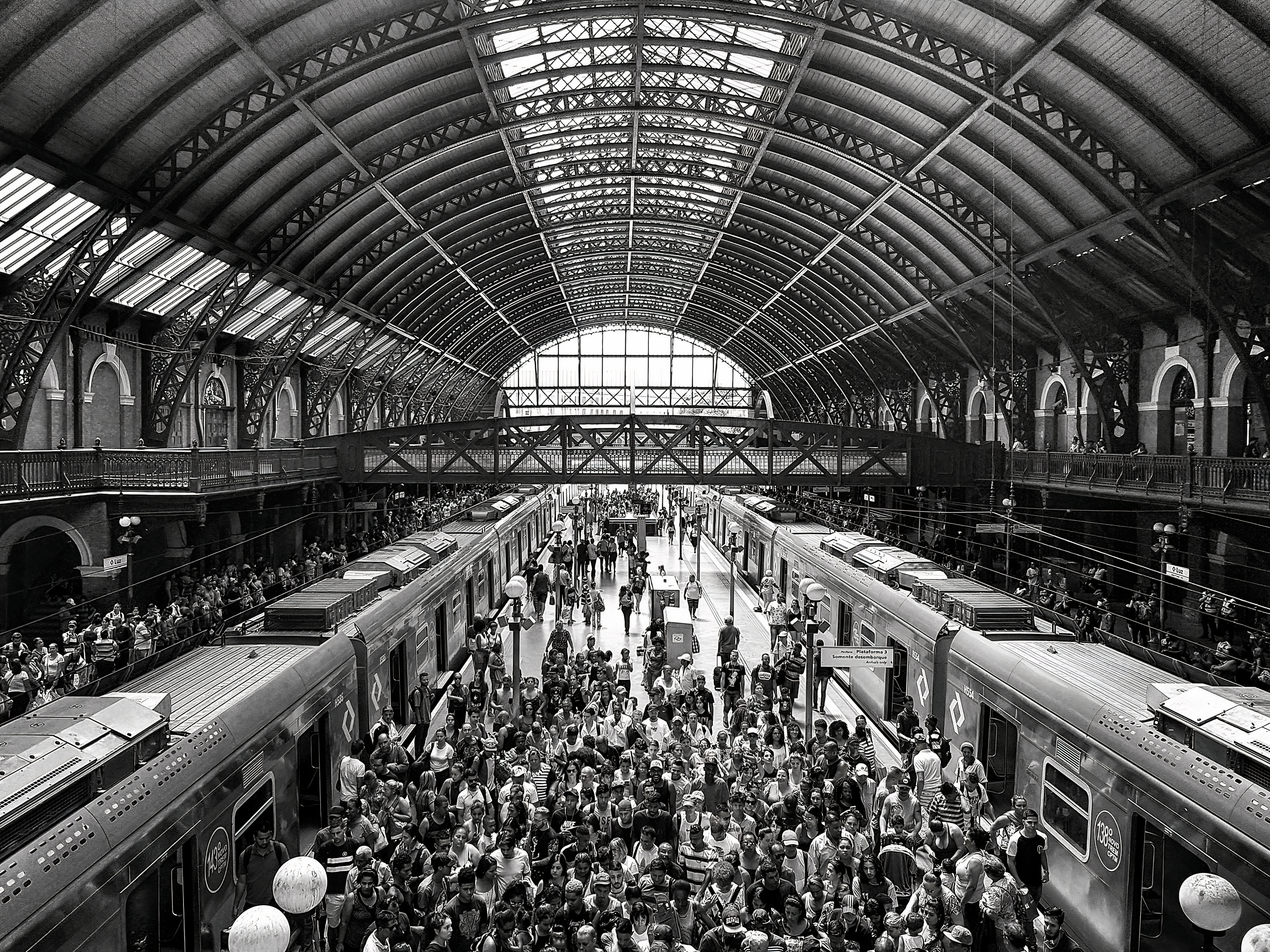
Aussi en noir et blanc. Décembre 2018.

La gare témoigne de l'importance du négoce du café dans l'histoire de la ville, constituant dans le passé la principale source de revenus de São Paulo. Pendant des décennies, avant la construction des gratte-ciel dans la seconde moitié du XXe siècle, sa tour, qui n'est pas sans rappeler Big Ben, domine la ville et son horloge sert de référence à toutes les horloges de la ville. À son apogée au début du XXe siècle, alors que le quartier de la Luz est vital, la gare, associée au parc de la Luz et à la Pinacothèque de l'État de São Paulo, compte parmi les monuments importants de la ville, constitutifs de son image de marque. 
Avec les travaux du métro de São Paulo dans les années 1970, le monument de Ramos de Azevedo est enlevé, changeant l'aspect du site, mais conférant à la gare une certaine monumentalité.